# Ephemerum tenerum
Ephemerum tenerum là một loài rêu trong họ Ephemeraceae. Loài này được Bruch & Schimp. Hampe ex Müll. Hal. mô tả khoa học đầu tiên năm 1847.